# Ferdinand Tönnies
Ferdinand Tönnies (Oldenswort, 26 luglio 1855 – Kiel, 9 aprile 1936) è stato un sociologo tedesco.
Professore presso l'Università di Kiel, destituito nel 1934 per la sua opposizione al nazional-socialismo, è stato uno dei fondatori e primo presidente della Società tedesca di sociologia (1909).
Nell'opera Comunità e società (Gemeinschaft und Gesellschaft, 1887) individua due forme diverse di organizzazione sociale: la comunità (Gemeinschaft) e la società (Gesellschaft). Mentre la forma comunitaria, fondata sul sentimento di appartenenza e sulla partecipazione spontanea, predomina in epoca pre-industriale, la forma societaria, basata sulla razionalità e sullo scambio, domina nella moderna società industriale; Tönnies vede questi due tipi (Normaltypen) di organizzazione sociale come contrapposti.
Per comprendere efficacemente la distinzione che intercorre tra i due concetti è utile riferirsi ad una celebre frase utilizzata dallo stesso autore nell'opera Comunità e società: «La teoria della società riguarda una costruzione artificiale, un aggregato di esseri umani che solo superficialmente assomiglia alla comunità, nella misura in cui anche in essa gli individui vivono pacificamente gli uni accanto agli altri. Però, mentre nella comunità gli esseri umani restano essenzialmente uniti nonostante i fattori che li separano, nella società restano essenzialmente separati nonostante i fattori che li uniscono».
Il filosofo Paul Barth gli dedicò il suo Die Philosophie der Geschichte als Soziologie.

## Pensiero
La riflessione di Tönnies si presenta come un'indagine sui limiti del moderno contrattualismo e della soggettività ad esso strettamente correlata. Le filosofie di Hobbes e Spinoza rappresenterebbero, secondo il sociologo tedesco, il punto di partenza del moderno soggettivismo in quanto esponenti, rispettivamente, del razionalismo e volontarismo che lo caratterizzerebbero. La categoria di "rapporto associativo" gioca un ruolo fondamentale, in quanto: o l'individuo procede dalla comunità, e quindi il legame normativo che consente la convivenza pacifica tra i membri di uno stesso gruppo appare come immediatamente naturale; o l'individuo fonda la società, e quindi il legame normativo acquista questa qualità, diviene diritto naturale in funzione della sua socialità, cioè come esito di una scelta razionalmente voluta da tutti. 
Il diritto naturale è considerato come la costituzione materiale di ogni realtà associativa, stabilisce infatti le regole fondamentali della proprietà e dei modi di appropriazione, e le regole in forza delle quali l'individuo può decidere del suo destino (ossia stabiliscono il suo grado di libertà). L'età moderna conosce una enorme intensificazione dei traffici e dei commerci, e ciò impone una normazione che coincide con l'ordinamento sociale che si va affermando: si stabilisce così la centralità in un tipo d'uomo che non preesiste in assoluto, ma è piuttosto una considerazione antropologica politicamente funzionale alla nuova situazione sociale ed economica. Il paradigma contrattualistico legittima un unico modo, quello privato, di appropriarsi della ricchezza così che, bandita la violenza dalla società, l'individuo possa sperare di migliorare la sua condizione tramite una infinita serie di contratti.
Razionalismo e diritto naturale operano quindi secondo Tönnies un processo di disciplinamento, che dà come frutto il tipo umano considerato a posteriori come il fondamento naturale di tutto il processo. La società si presenta come un ordine in movimento, costruzione astratta e impersonale che si compone grazie ai desideri e alle volontà degli individui che coinvolge tutti in modo universalmente uguale; uguaglianza che non è realmente presente nelle condizioni politiche e sociali degli individui, ma che rappresenta piuttosto questa relazione necessaria che gli individui stabiliscono con "l'uomo collettivo", cioè con la totalità non-organizzata vincolata in una collettività. 
L'individuo societario è guidato da quella che Tönnies chiama "volontà arbitraria", una volontà dominata interamente dal pensiero dello scopo, e volta ad una continua appropriazione del futuro; l'individuo è una costruzione artificiale, grazie alla volontà arbitraria i membri della società possono entrare in relazione e perseguire i propri scopi facendo valere la loro naturale eguaglianza. Ma l'individuo societario è sì libero nell'azione, ma non nella sua volontà, in quanto la struttura del desiderio è determinata dalle relazioni complessive nelle quali si trova inserito; è l'abitudine a dar forma al comportamento dell'individuo societario.

## Opere
- De Jove Ammone questionum specimen, Phil. Diss., Tubingia 1877.
- Comunità e società (Gemeinschaft und Gesellschaft. Abhandlung des Communismus und des Socialismus als empirischer Culturformen, 1887; Gemeinschaft und Gesellschaft. Grundbegriffe der reinen Soziologie, 1912).
  - Ferdinand Tönnies: Gemeinschaft und Gesellschaft. 1880-1935., a cura di Bettina Clausen e Dieter Haselbach, De Gruyter, Berlin/Boston 2019 (Ferdinand Tönnies Gesamtausgabe, 2 vol.).
- Hobbes Leben und Lehre, Stuttgart 1896.
- Thomas Hobbes, der Mann und der Denker, Leipzig 1912 (seconda edizione riveduta del libro su Hobbes, Stuttgart 1896).
- Der Nietzsche-Kultus, 1897; Tönnies-Forum, Kiel 2005.
- Schiller als Zeitbürger und Politiker, Buchverlag der Hilfe, Berlino-Schöneberg 1905.
- Strafrechtsreform, Pan, Berlino 1905.
- Philosophische Terminologie in psychologisch-soziologischer Ansicht, Thomas, Lipsia 1906.
- Die Sitte, Rütten & Loening, Francoforte sul Meno 1909.
- Die soziale Frage («Sviluppo della questione sociale»), 1907; Die soziale Frage bis zum Weltkriege, ed. Cornelius Bickel, Walter de Gruyter, Berlino/New York 1989.
- Thomas Hobbes, der Mann und der Denker, 1910.
- Der englische Staat und der deutsche Staat, Karl Curtius, Berlino 1917.
- Weltkrieg und Völkerrecht, S. Fischer Verlag, Berlino 1917.
- Theodor Storm, Karl Curtius, Berlino 1917.
- Kritik der öffentlichen Meinung («Critica dell'opinione pubblica»), 1922; (Ferdinand Tönnies Gesamtausgabe, XIV, 2002)
- Soziologische Studien und Kritiken («Studi e critiche sociologiche»), I-III, Jena 1924, 1926, 1929.
- Einführung in die Soziologie, 1931; ristampa: Edition Classic, VDM Verlag Dr. Müller 2006, ISBN 3-86550-600-3.
- Geist der Neuzeit, 1935; Ferdinand Tönnies Gesamtausgabe, XXII, Walter de Gruyter, Berlino/New York 1998, 3-223.
- Die Tatsache des Wollens, ed. Jürgen Zander, Duncker & Humblot, Berlino 1982.
- Ferdinand Tönnies - Harald Höffding. Briefwechsel, ed. Cornelius Bickel/Rolf Fechner, Duncker & Humblot, Berlino 1989.
- Ferdinand Tönnies Gesamtausgabe, voll. I-XXIV, ed. Lars Clausen/Alexander Deichsel/Cornelius Bickel/Carsten Schlüter-Knauer/Uwe Carstens, Walter de Gruyter, Berlino/New York 1998.